# 水戸岡鋭治
水戸岡 鋭治（みとおか えいじ、1947年7月5日 - ）は、日本のインダストリアルデザイナー（工業デザイナー）、イラストレーターである。
岡山県岡山市北区吉備津出身、東京都板橋区在住。ドーンデザイン研究所代表取締役。九州旅客鉄道（JR九州）デザイン顧問、両備グループデザイン顧問、おかやま夢づくり顧問。公益財団法人石橋財団理事。旅の文化研究所運営評議委員、および同研究所が選定する「旅の文化賞」選考委員。

## 経歴
岡山県で家具店の長男として生まれる。幼い頃は窓から外を眺めるのが好きで、勉強も運動も苦手だったが、絵を描くのが得意で、周りの人に褒められるのが嬉しくて、自然にどんどん描くようになった。家具店の跡取りとなることを見越して、親も油絵や石膏デッサンなどの習い事を積極的にさせてくれたという。のんびりしていて不器用で鈍臭い少年だったため、アダ名は「鈍治（ドンジ）」であった。彼はこのアダ名を現在でも大変気に入っており、後に設立した「ドーンデザイン研究所」の名前の由来になっている。
岡山県立岡山工業高校インテリア科卒。高校卒業後、親の紹介で大阪のデザイン会社に就職、3年勤めた後、家業を継ぐため岡山に帰郷しようとするも、父親から、「散々お世話になったのだから、しばらくはお礼奉公をしなさい」と言われたこともあり、退職後も家具店とのダブルワークで頻繁に大阪で仕事をしていた。ある日大阪の会社の社長から勧められ、24歳にしてミラノのデザイン事務所に勤めることとなるが、4か月で退職、1年半ほど鉄道の周遊パスを利用しヨーロッパ中を放浪の後、帰国し東京でぶらぶらしていたところ、次第に仕事が入るようになる。1972年、家業を弟に任せ、東京でドーンデザイン研究所を設立。家具や建築のデザインを中心に行う。
彼が脚光を浴び始めたのは、九州旅客鉄道（JR九州）の車両デザインである。福岡市の福岡地所の「ホテル海の中道」のアートディレクションを手がけ、1987年4月、同ホテルのお披露目午餐会に参加し、偶然同席した石井幸孝JR九州社長（当時）の知遇をえる。これを契機に、同社の列車・駅・広告のデザインに携わることとなる。当時、JR九州は設立されたばかりで、国鉄の財産を大量に継承していた。最初に手がけたのは、博多駅から西戸崎駅（海の中道）へ向かう香椎線用のジョイフルトレイン「アクアエクスプレス」で、国鉄から引き継ぎボロボロだったキハ58系気動車・キハ28系気動車を大胆に改造し、1988年7月に完成した。その後、熊本駅改装（旧駅舎）、キハ200形気動車のデザインを行った。
1992年の787系電車「つばめ」は、ブルーリボン賞、ブルネル賞といった鉄道関連の賞だけでなく、グッドデザイン認定や松下電工（現・パナソニック電工）のライティングコンテスト最優秀賞などを受賞、国内外から高い評価を得た。
1995年には奇想天外なデザインで話題となった883系電車「ソニック」、2000年にはオール革張りシートにフローリング床の組合せで登場した在来線特急の集大成と言われる885系電車「かもめ」、2004年には西陣織のシート、簾、い草、さらには金箔（1000番台・2000番台）といった和のテイストを持ち込んだ九州新幹線800系電車「つばめ」を生み出し、JR九州が標榜した鉄道ルネッサンスを具現化していった。
また、一旦は衰退した寝台列車の復活を目指していると語っている。実際、2013年10月に九州内を巡るクルーズトレイン（豪華寝台列車）「ななつ星 in 九州」の運行が開始された。
故郷岡山では、市民グループ「路面電車と都市の未来を考える会」（RACDA）からの要望を受け、両備グループの岡山電気軌道に初めて導入された超低床電車「MOMO」のデザインを担当。この後、両備グループデザイン顧問に就任し、両備ホールディングスや岡山電気軌道のバス、両備フェリーのフェリー「おりんぴあ どりーむ」、両備不動産の分譲マンションのデザインを行った。
その他、和歌山電鐵の「たま電車」や富士山麓電気鉄道の「富士登山電車」、WILLER TRAINS（京都丹後鉄道）の「丹後くろまつ号」「丹後あかまつ号」「丹後あおまつ号」のデザインを手がけるなどしている。
2010年、「地域の伝統的な美を巧みに取り入れた話題性の高い数々の鉄道車両をデザインすることにより、公共交通移動空間における文化の創造に尽力した」ことで、第54回交通文化賞を受賞。2011年、「九州新幹線など数々の斬新な鉄道デザインを手掛け、列車旅の世界を革新した」として、第59回菊池寛賞を受賞。同年、「JR九州の車両デザインをはじめとする公共デザイン」で、毎日デザイン賞を受賞。

## 作品

### 九州旅客鉄道（JR九州）
※子会社を含む

#### 新規
鉄道車両
- キハ200系気動車（1991年）
  - 1992年ローレル賞受賞
- 787系電車（1992年）
  - 1993年ブルーリボン賞受賞
  - 1993年グッドデザイン賞受賞
  - 1994年ブルネル賞受賞
- キハ125形気動車（1993年）
- 813系電車（1994年）
- 883系電車（1994年）
  - 1995年グッドデザイン賞受賞
  - 1996年ブルーリボン賞受賞
  - 1996年ブルネル賞受賞
- 815系電車（1999年）
  - 2001年グッドデザイン賞受賞
  - 2001年ブルネル賞受賞
- キハ72系気動車（1999年）
- 885系電車（2000年）
  - 2001年グッドデザイン賞受賞
  - 2001年ブルーリボン賞受賞
  - 2001年ブルネル賞受賞
- 303系電車（2000年）- 福岡市営地下鉄との相互乗り入れ用
- 817系電車（2001年）
- 800系新幹線電車（2003年）
  - 2005年ローレル賞受賞
  - 2005年グッドデザイン賞受賞
- N700系7000番台・8000番台新幹線電車（2009年）
  - 2011年グッドデザイン賞・ブルネル賞受賞
- 77系客車（2013年） - 観光寝台列車「ななつ星 in 九州」
- DF200形7000番台（2013年） - 観光寝台列車「ななつ星in九州」牽引ディーゼル機関車
- 305系電車（2015年）
- BEC819系電車（2016年）
  - 2017年ブルーリボン賞受賞
- 811系電車（2017年）
- 821系電車（2019年）
- N700S系8000番台新幹線電車（2022年）

建築物
- 熊本駅（1991年）
- ハウステンボスジェイアール全日空ホテル（1995年）
- 須恵駅（1995年）
- 西鹿児島駅（1996年）
- 西戸崎駅（1998年）
- 直方駅（2011年）
- 大分駅（2012年）- 新駅舎および豊後にわさき市場
- アミュプラザ鹿児島 プレミアム館（2014年）
- JRおおいたシティ（2015年）
- 上熊本駅（2015年）
- 谷山駅（2016年）
- 慈眼寺駅（2016年）

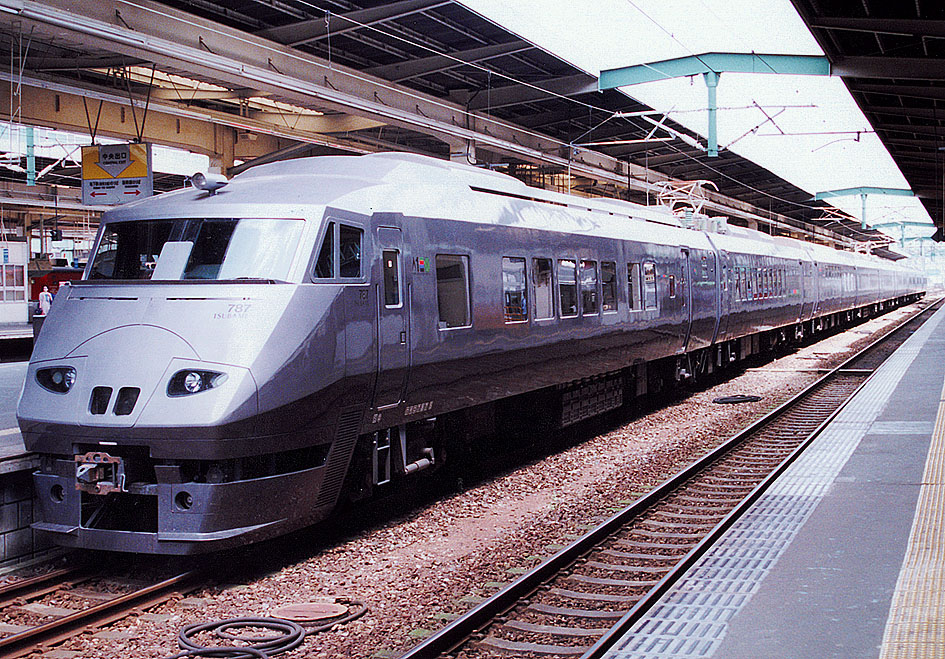
787系電車
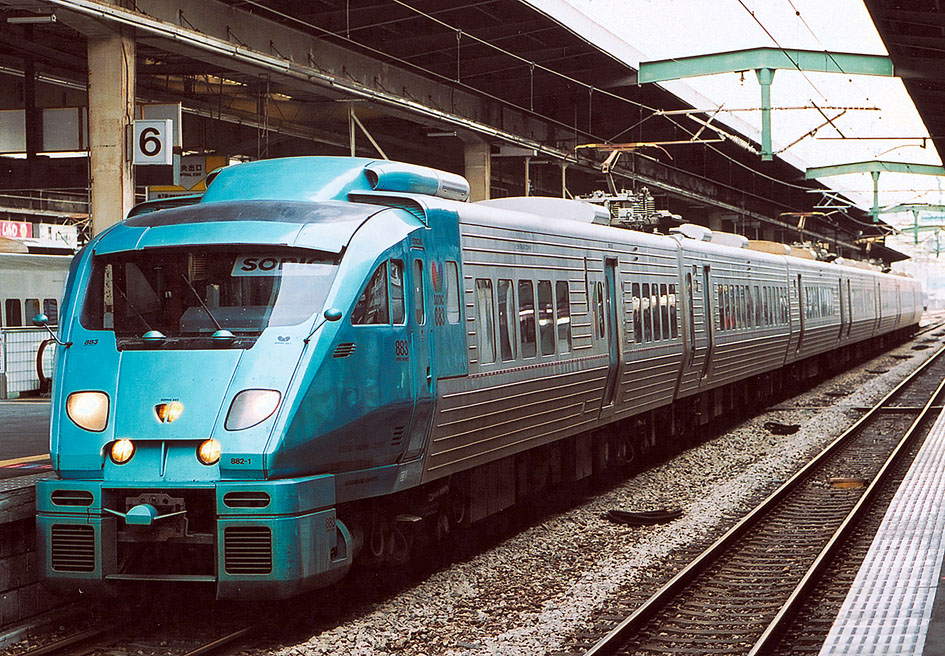
883系電車
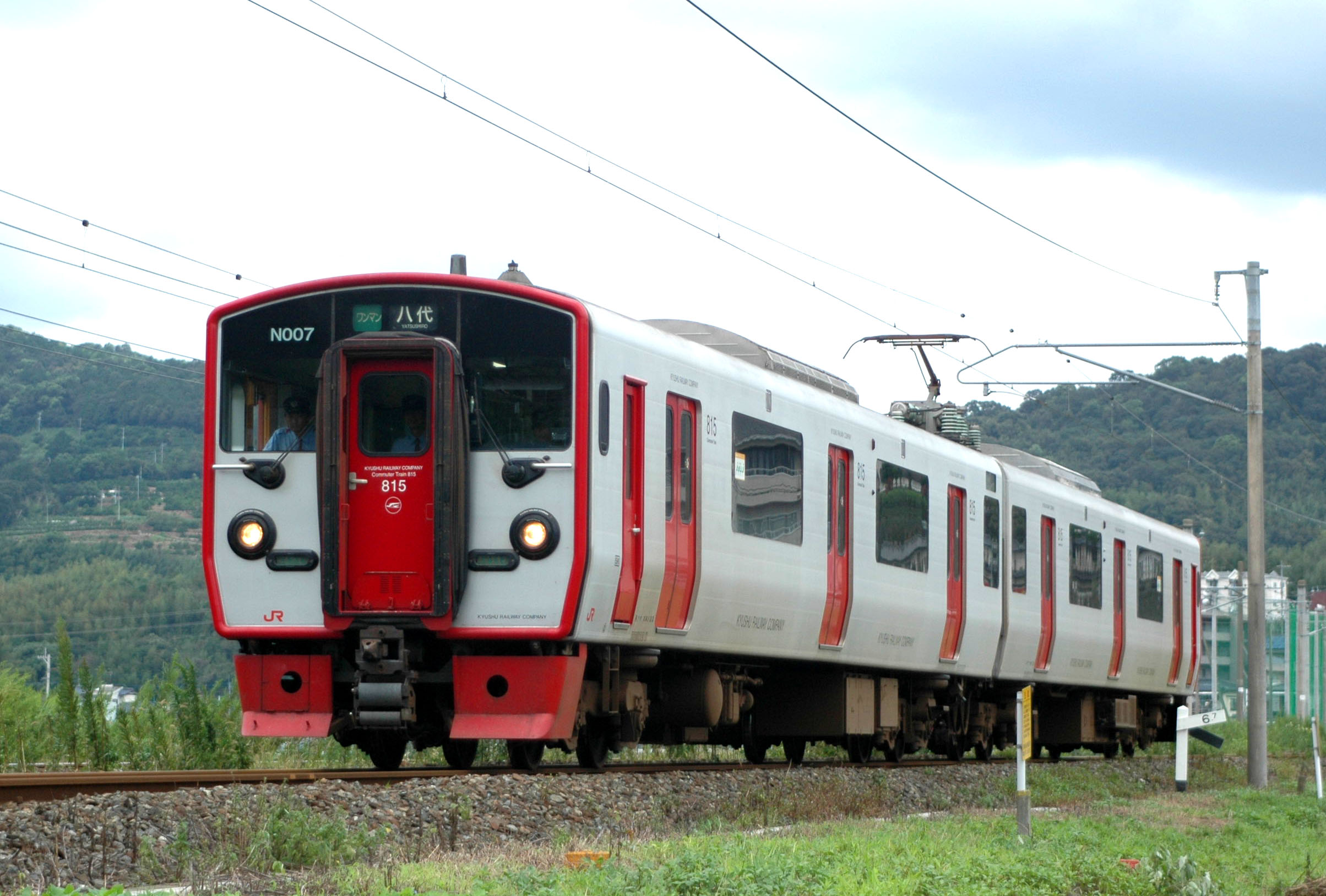
815系電車
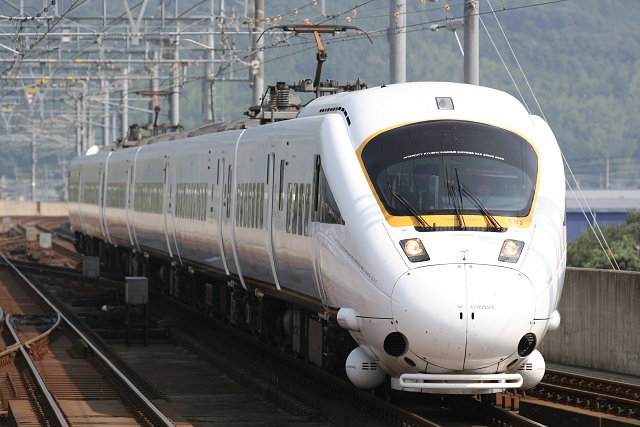
885系電車
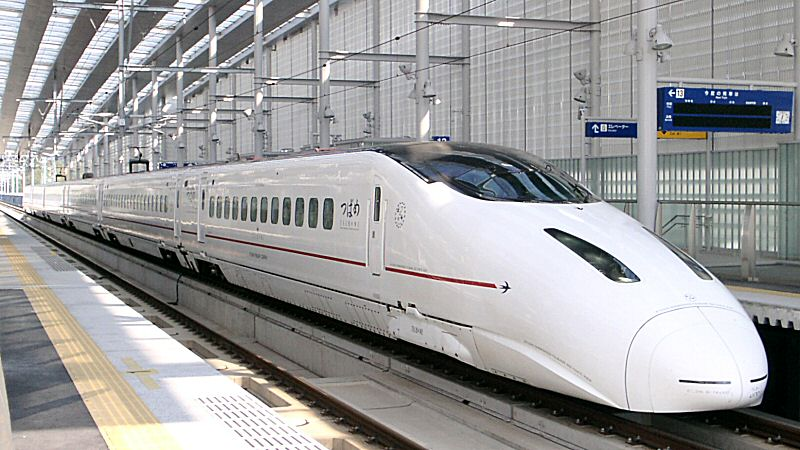
800系新幹線電車
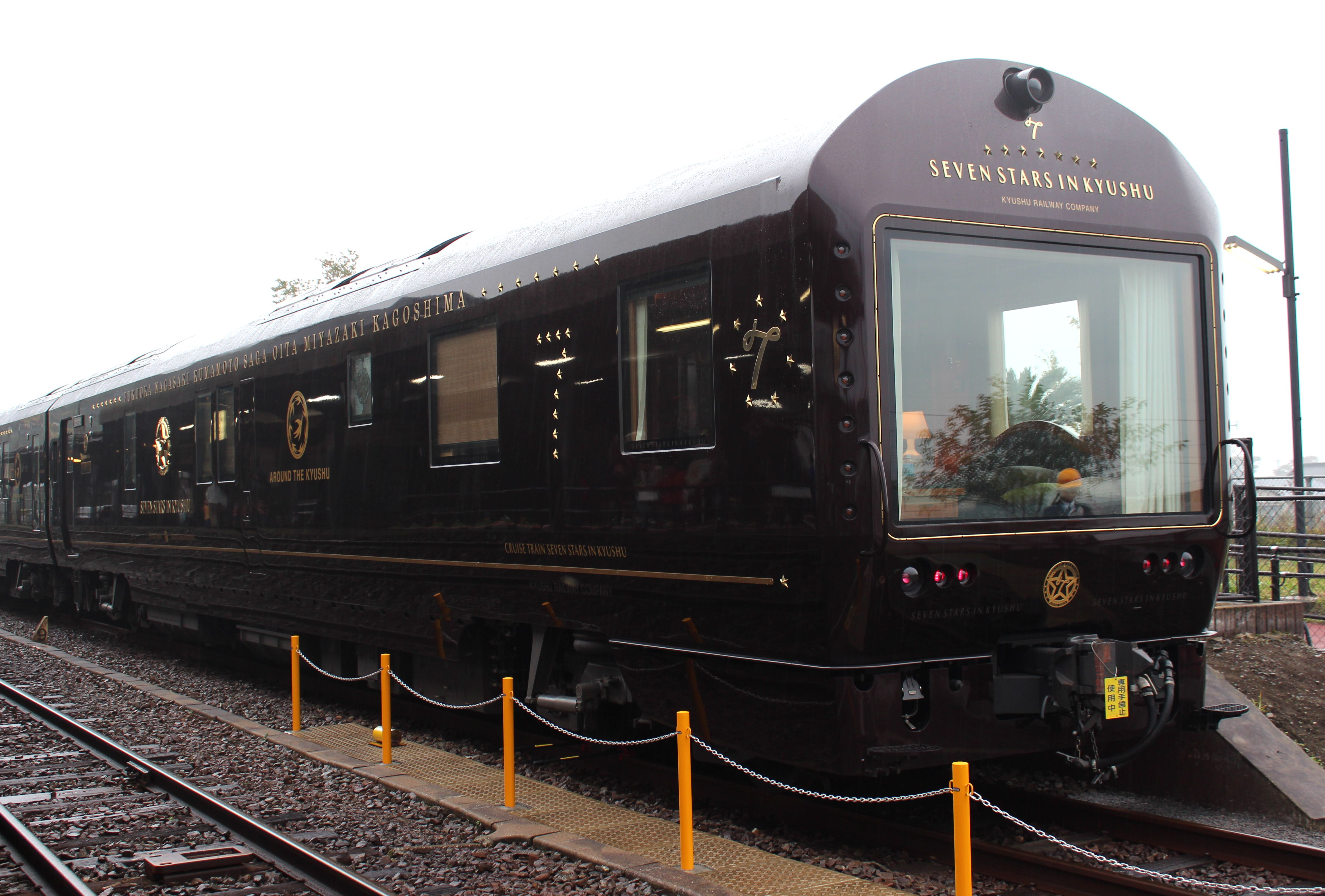
77系客車「ななつ星in九州」
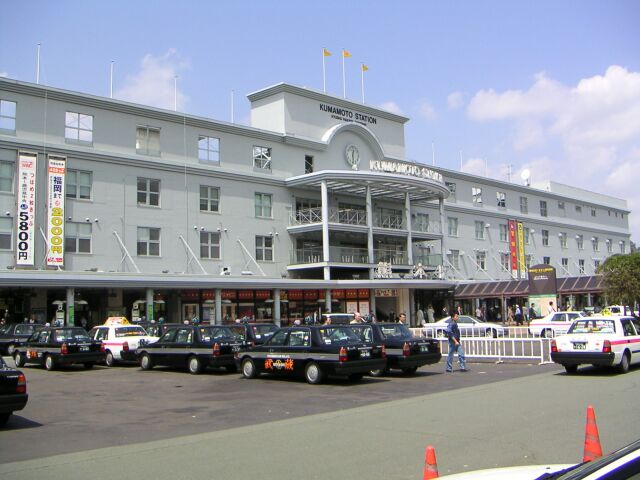
熊本駅。国鉄時代からの駅舎の大規模リニューアル。
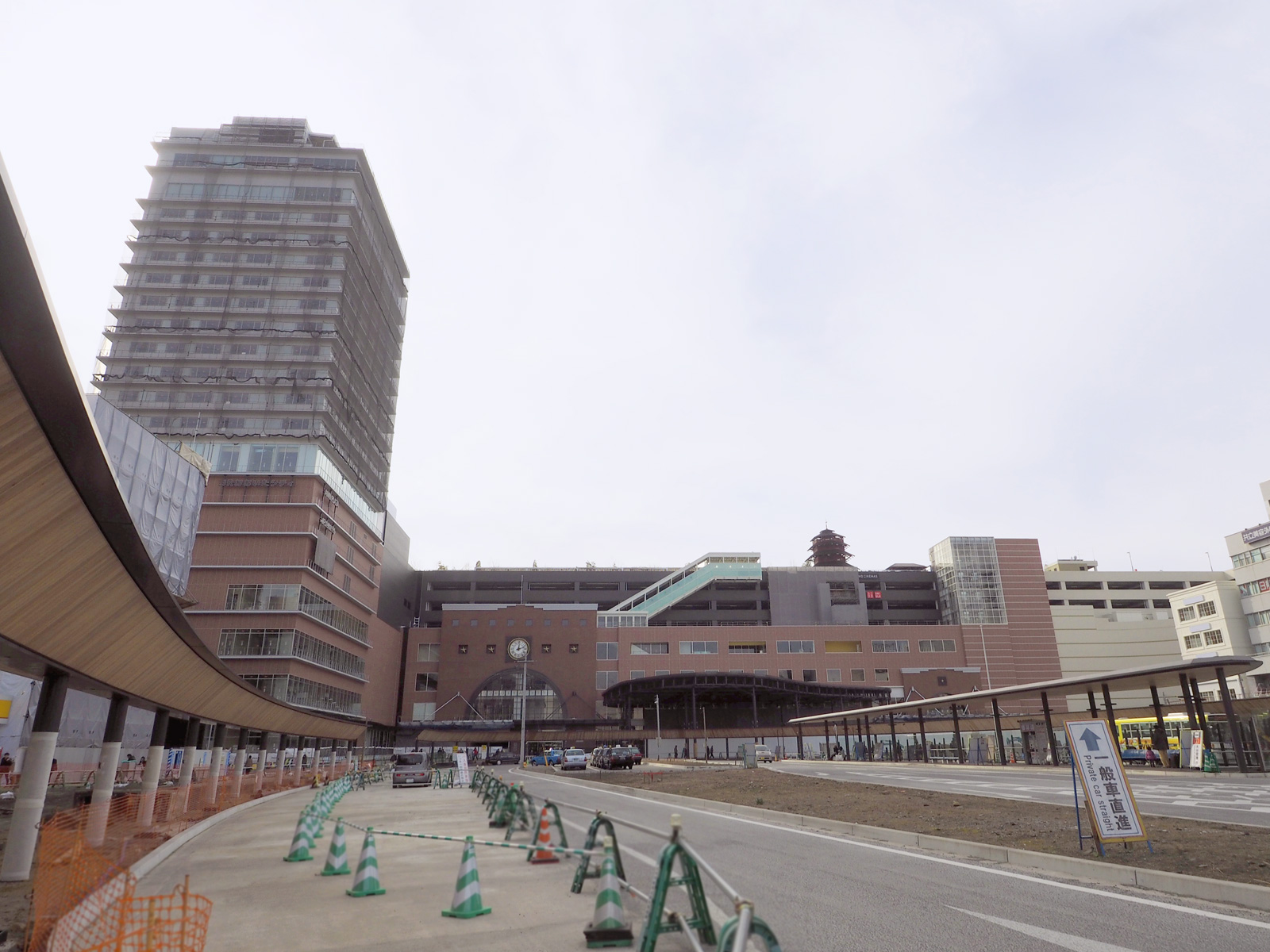
JRおおいたシティ

#### 改造・リニューアルなど
鉄道車両
- キハ58系気動車「アクアエクスプレス」（1988年）・「あそ1962」（2006年）
- 485系電車「RED EXPRESS」ほか（1990年）
- キハ58系気動車「シーサイドライナー」色（1991年）
- 783系電車リニューアル車（1992年）
- キハ183系気動車「ゆふいんの森II」（1992年）→ 「シーボルト」（1999年）→ 「ゆふDX」（2004年）→ 「あそぼーい!」（2011年）
- 103系電車新塗装（1995年）
- 713系電車「サンシャイン」色（1996年）
- キハ58系気動車「TORO-Q」（2002年）
- キハ185系気動車「九州横断特急」色（2004年）・「A列車で行こう」（2011年）
- キハ40系気動車「いさぶろう・しんぺい」「はやとの風」（2004年）
  - 第10回ブルネル賞（車両部門奨励賞）受賞
- 50系客車「SL人吉」（2009年）
- キハ125形気動車「海幸山幸」（2009年）
- キハ40系気動車「指宿のたまて箱」（2011年）
- キロシ47形気動車「或る列車」（2015年）
- DE10形ディーゼル機関車1753号機 （2010年）[要出典]
- 811系電車リニューアル車（2017年）
- 787系電車「36ぷらす3」（2020年）
- キハ40系気動車「ふたつ星4047」（2022年）

建築物
- 隼人駅
- 霧島神宮駅
- 指宿駅
- 三角駅（2011年）
- 阿蘇駅（2011年）
- 喜入駅（2011年）
- 日田駅（2015年）

その他
- JR九州バスの車両
- JR九州高速船「ビートル」

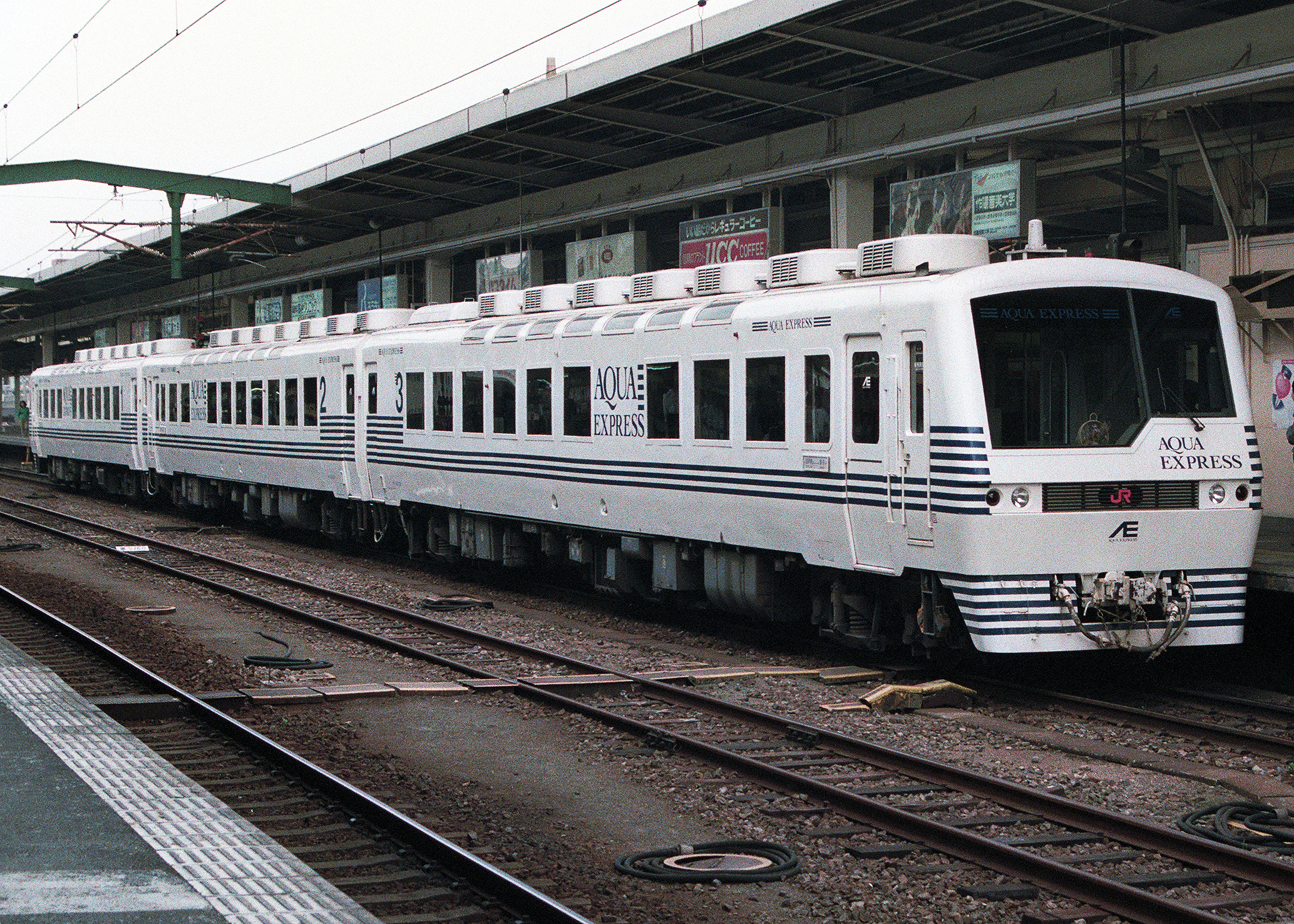
キハ58系「アクアエクスプレス」
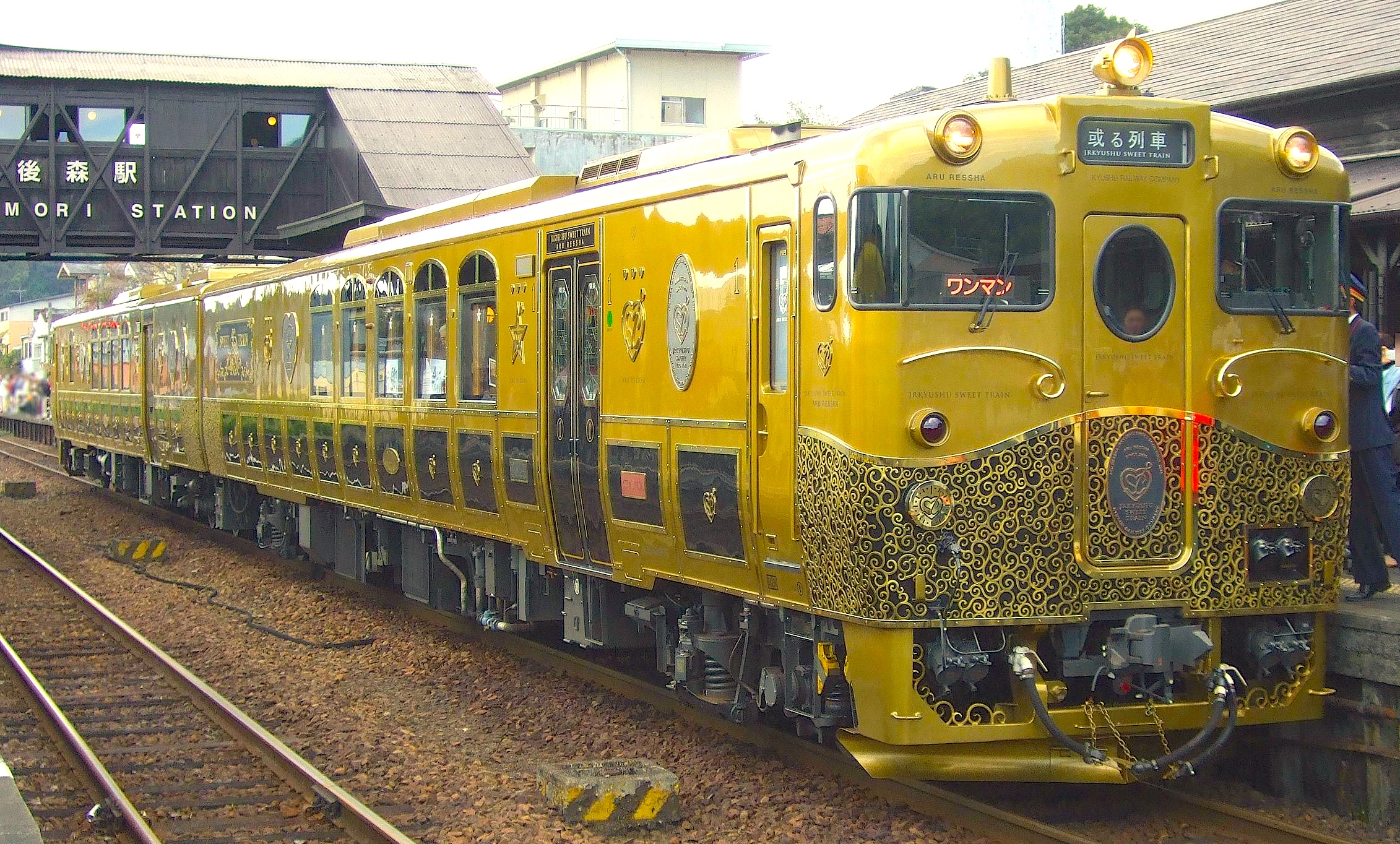
キロシ47形気動車「或る列車」
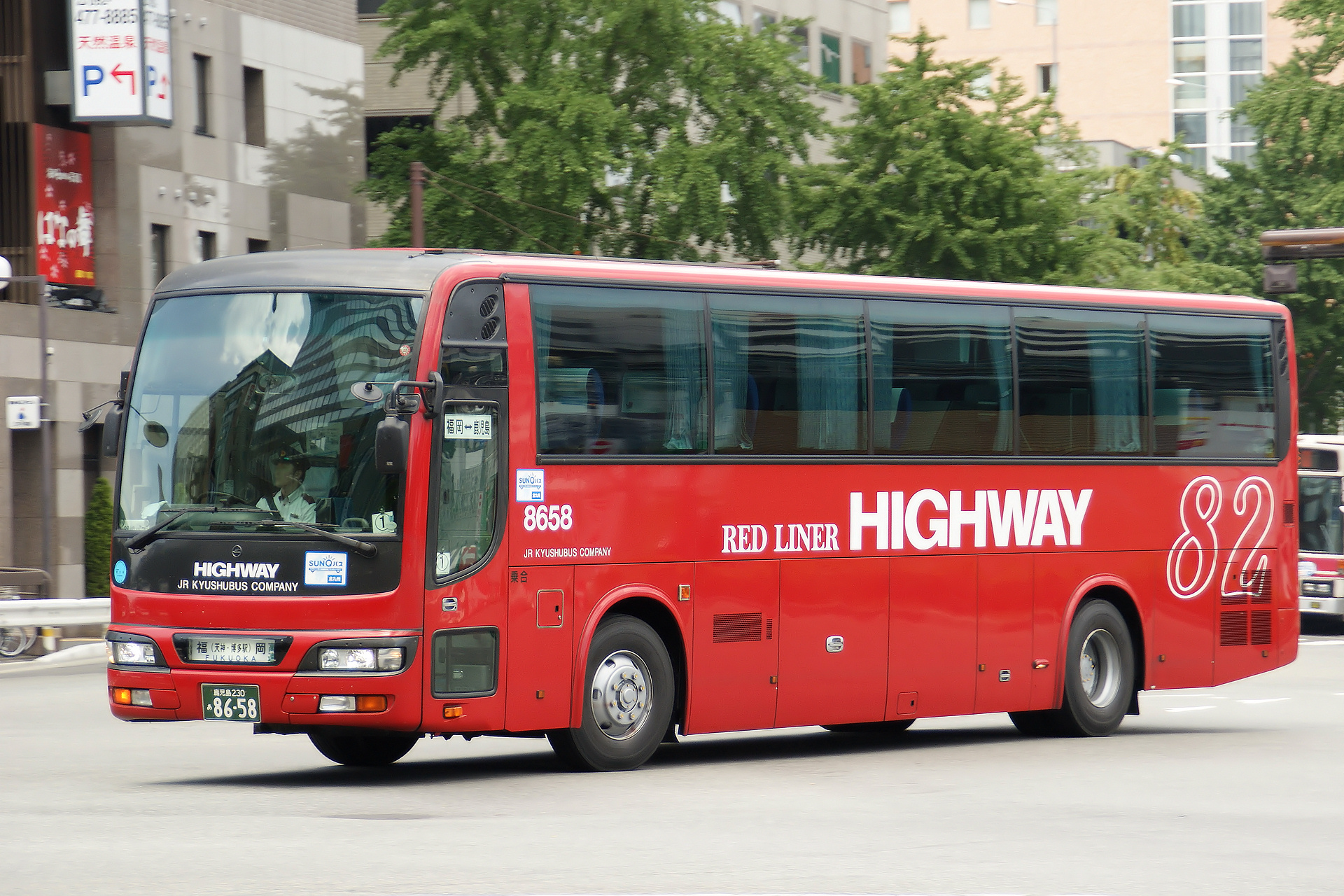
JR九州バス

### 両備グループ
- 両備ホールディングス
  - 路線バス・高速バス・特急バス・貸切バス（両備シビルバスカンパニー、両備観光カンパニー、両備観光大阪カンパニー）
  - グレースタワー・グレースタワーII（両備不動産カンパニー）
  - おりんぴあ どりーむ（両備フェリーカンパニー）
  - おりんぴあ どりーむせと（両備フェリーカンパニー）
  - 岡山インター・山陽インター・津山パーキングの各バス停の待合室
  - 杜の街グレース
- 岡山電気軌道
  - 路線バス・高速バス・岡山空港リムジンバス・貸切バス
  - 9200形電車「MOMO」
  - 3000形3007号車（元東武日光軌道線100形108号車）「KURO」
- 津エアポートライン
  - カトレア
- 和歌山電鐵
  - 2270系
    - 「いちご電車」
    - 「おもちゃ電車」
    - 「たま電車」
    - 「うめ星電車」

  - 貴志駅
    - たま駅長の駅長室
    - 新駅舎「たま駅舎」

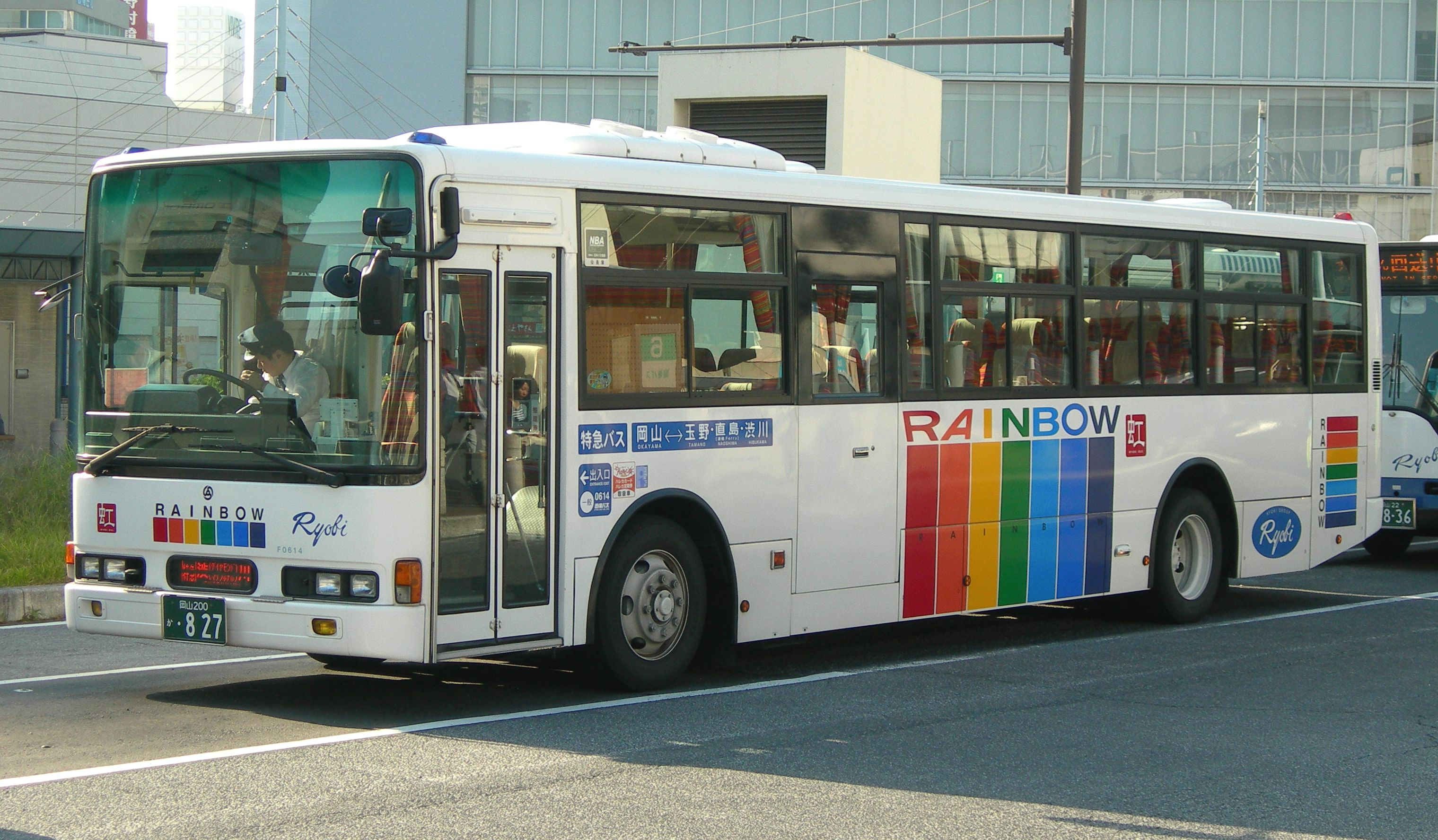
両備バス
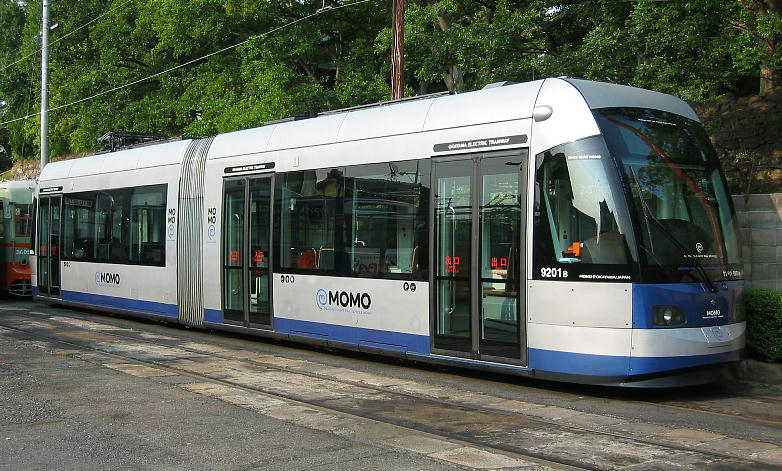
岡山電気軌道9200形電車
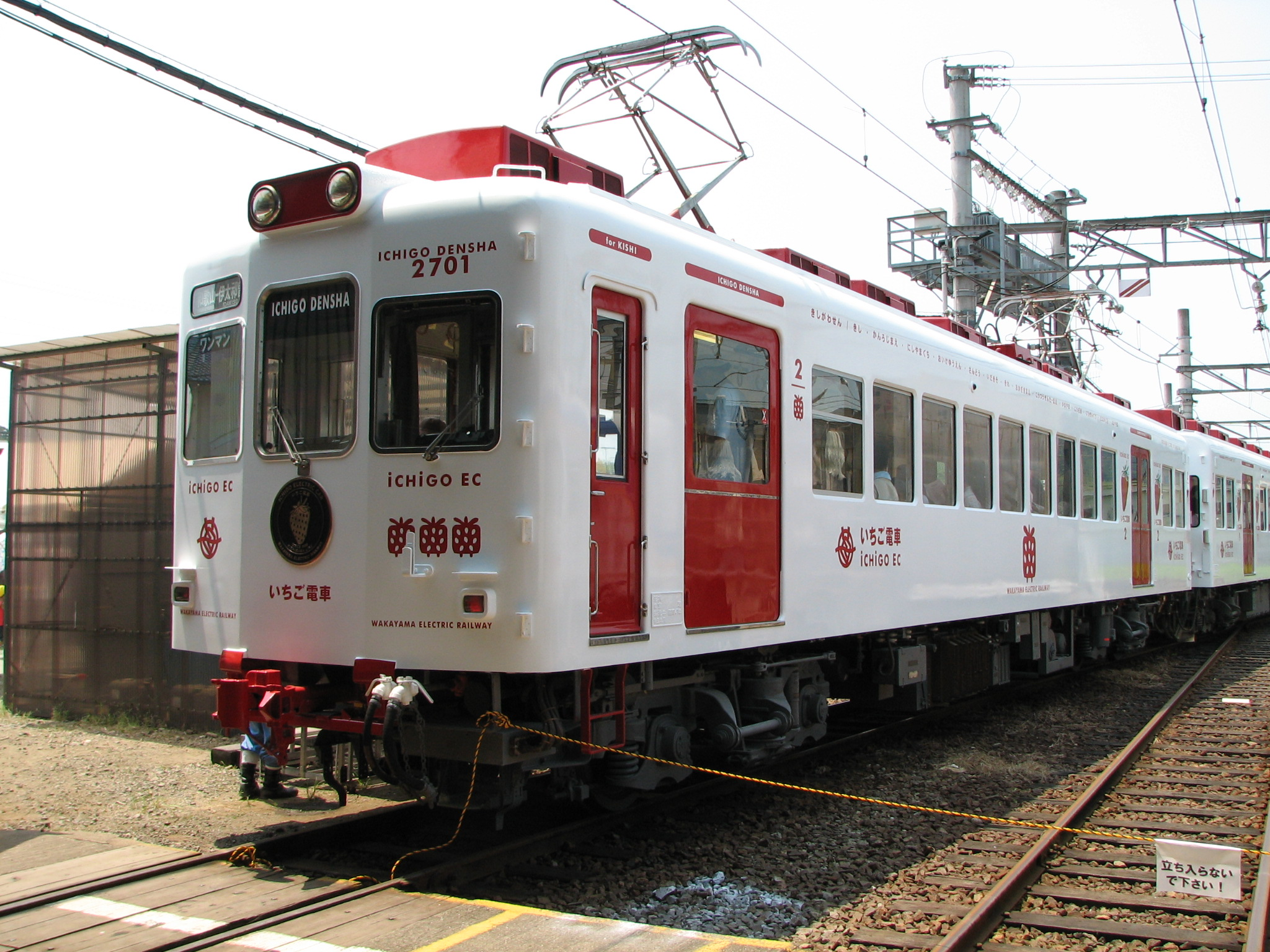
和歌山電鐵2270系「いちご電車」
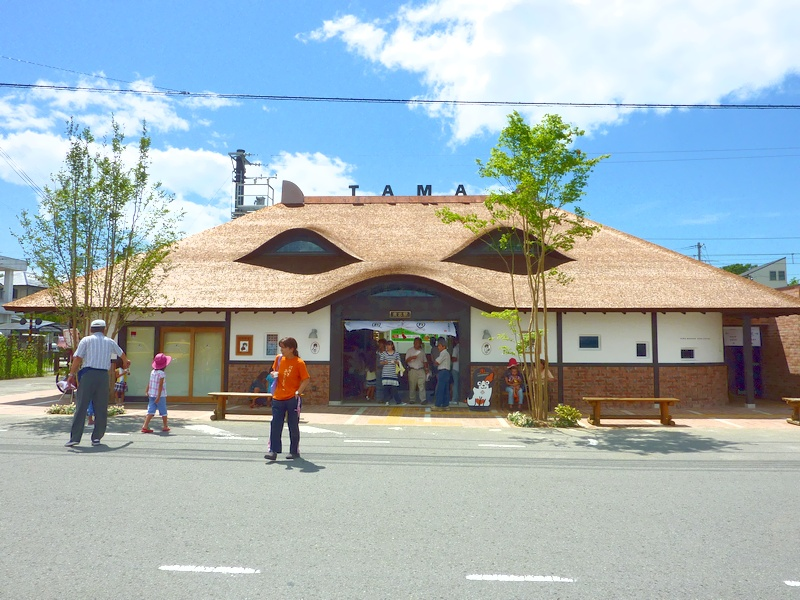
和歌山電鐵貴志川線　貴志駅新駅舎
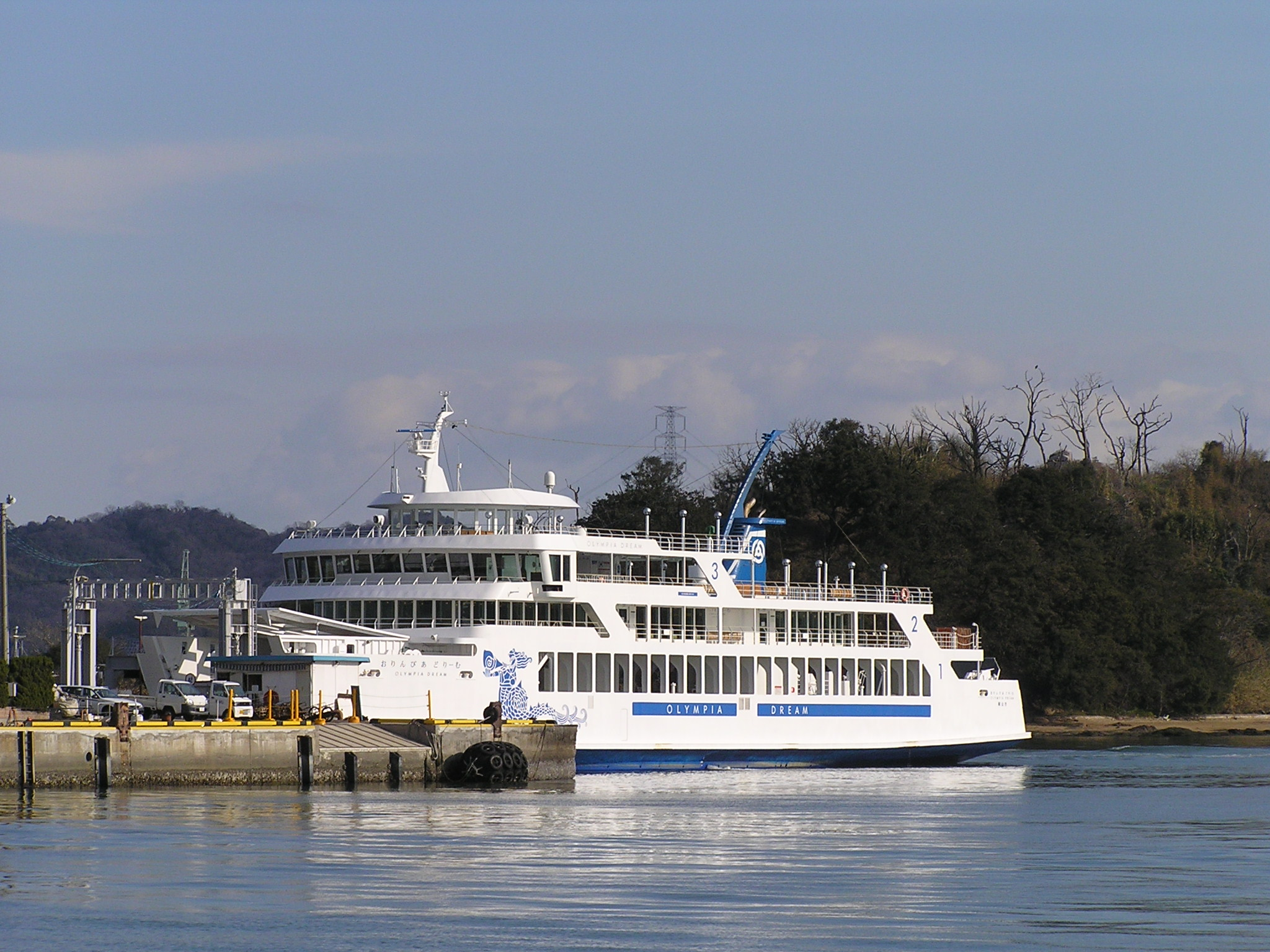
おりんぴあどりーむ (新岡山港)
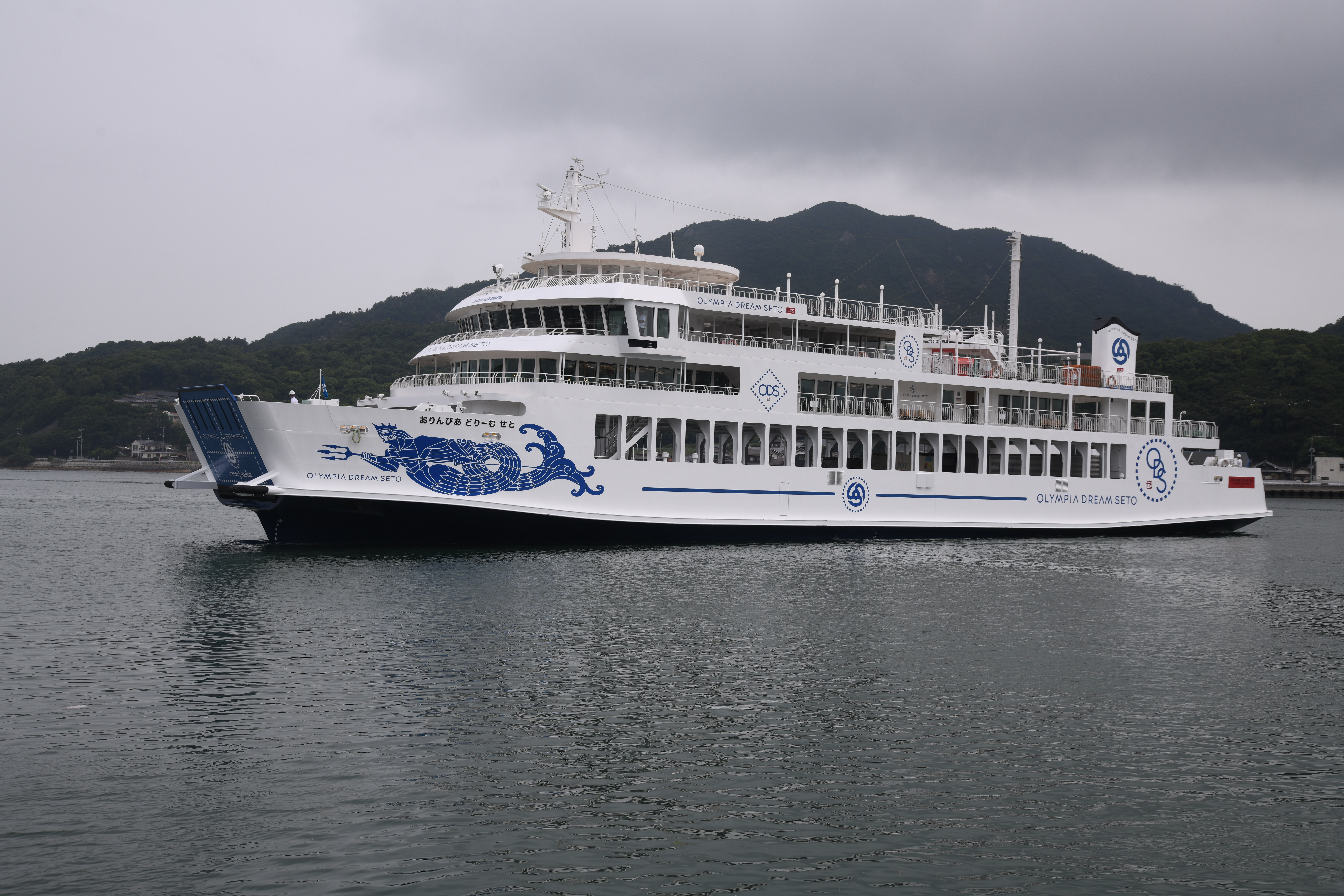
おりんぴあどりーむせと (土庄港)

### 富士急グループ
- 下吉田駅 リニューアル
- 富士山駅（旧・富士吉田駅）リニューアル
- 1000系電車「富士登山電車」
- 6000系電車
- 8500系電車「富士山ビュー特急」
- 「富士山のオープンバス KABA BUS」「水陸両用バス YAMANAKAKO NO KABA」
- 富士急バス　河口湖周遊「OMNIBUS」
- 富士急バス　西湖周遊「OMNIBUS」
- 富士急バス　鳴沢・精進湖・本栖湖周遊「OMNIBUS」
- 「山中湖の白鳥の湖」
- 身延山ロープウェイの駅、搬器のリニューアル[9]

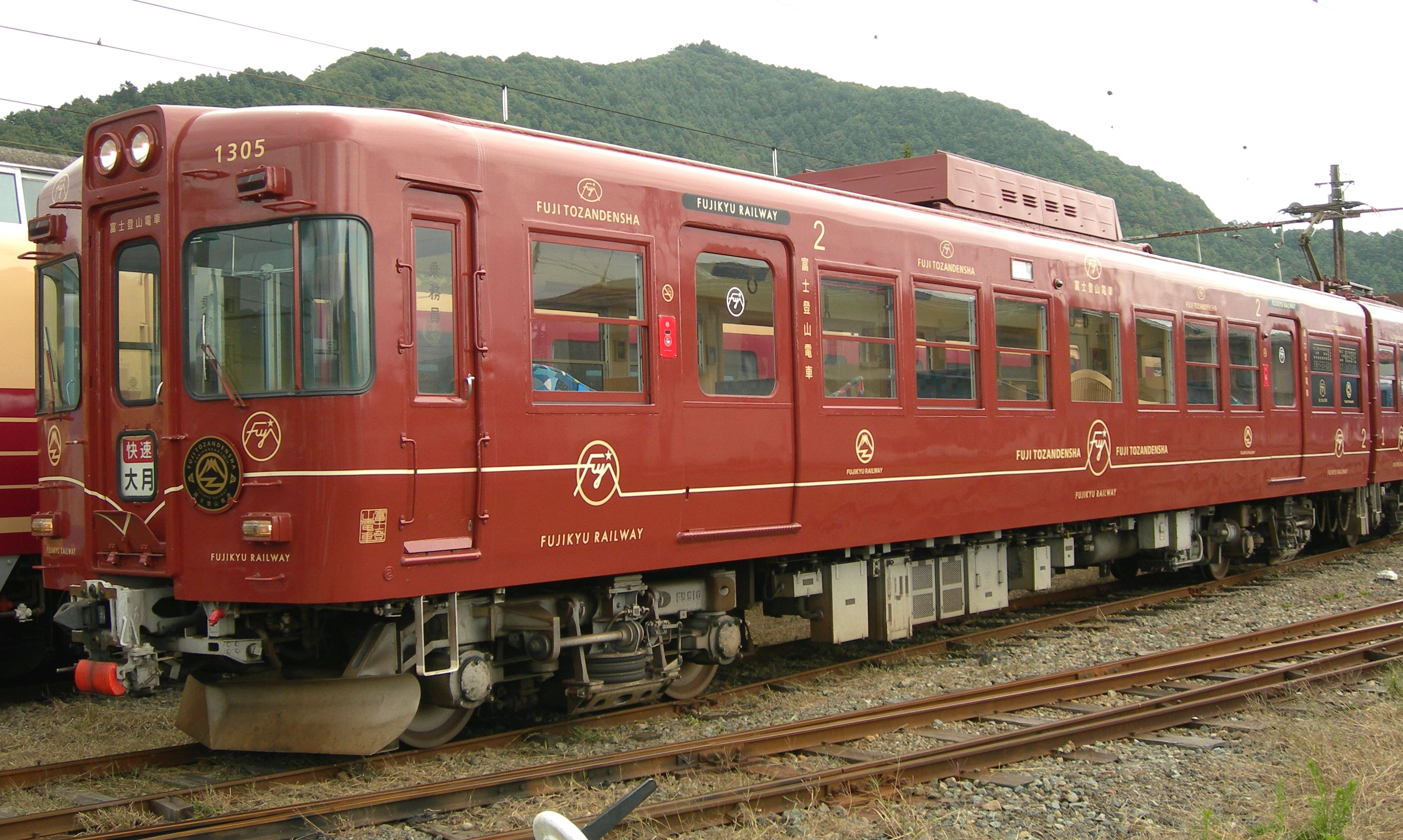
富士急行1000系電車「富士登山電車」
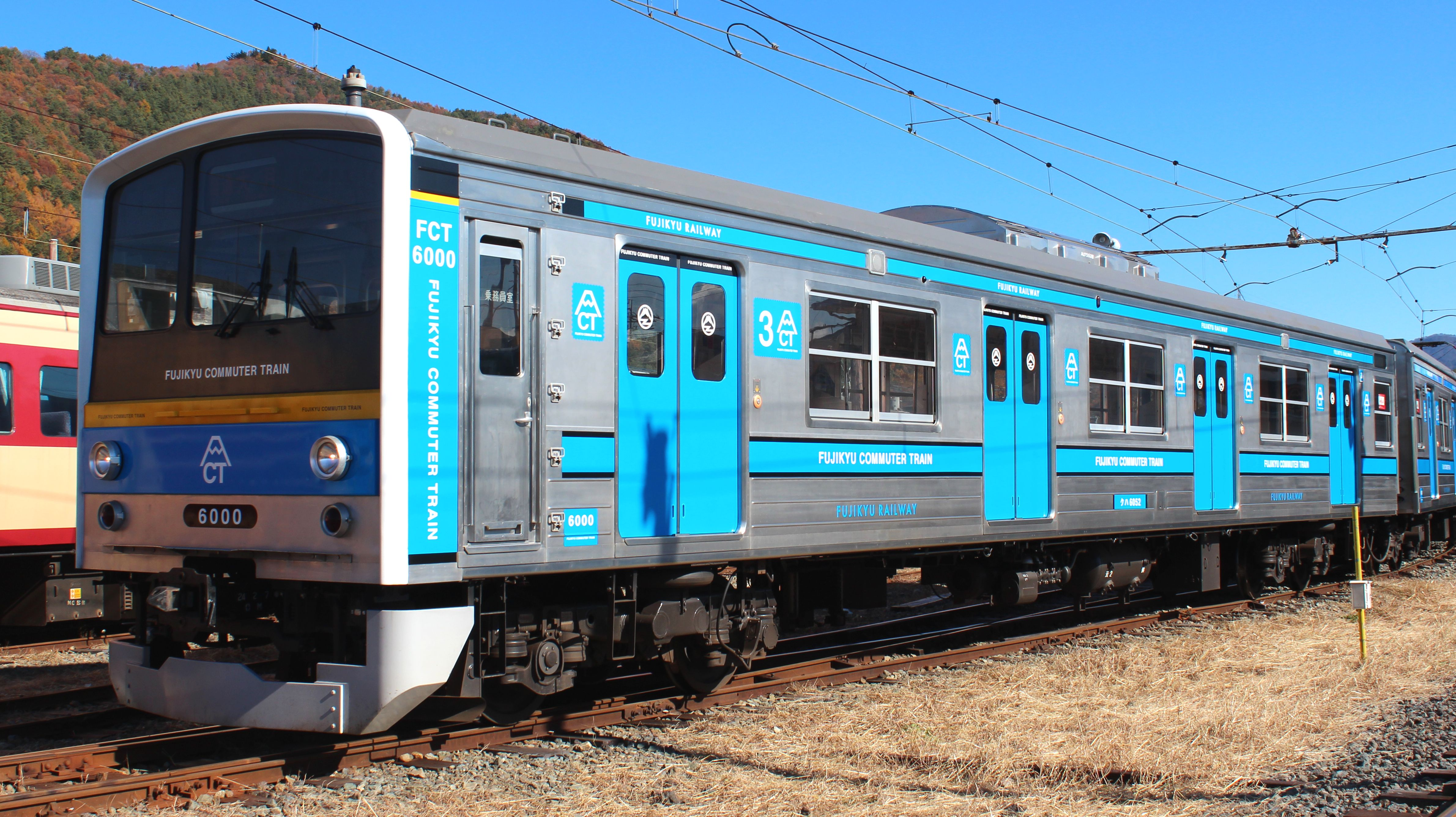
富士急行6000系電車
富士急行「KABA BUS」
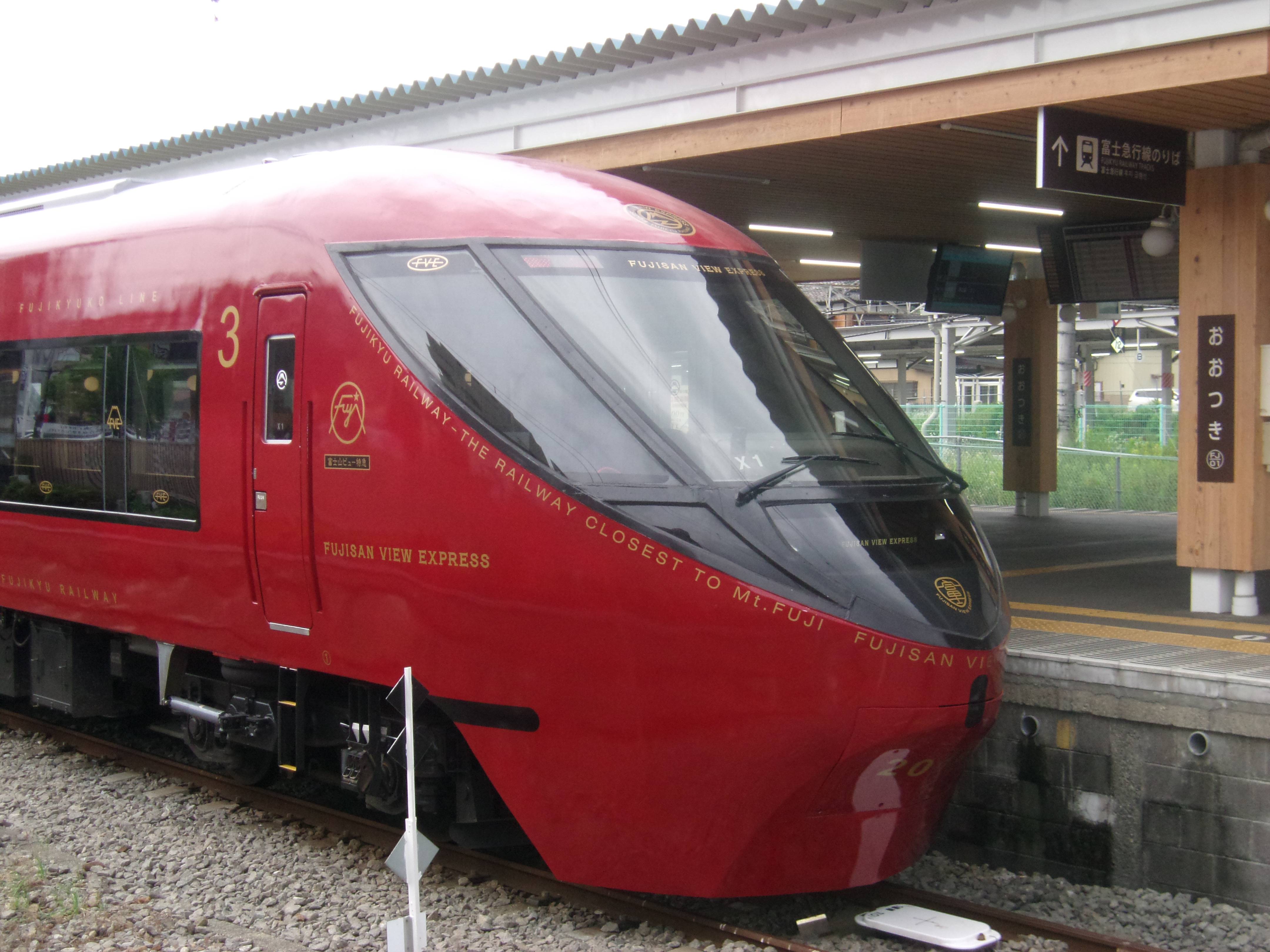
富士山ビュー特急3号車
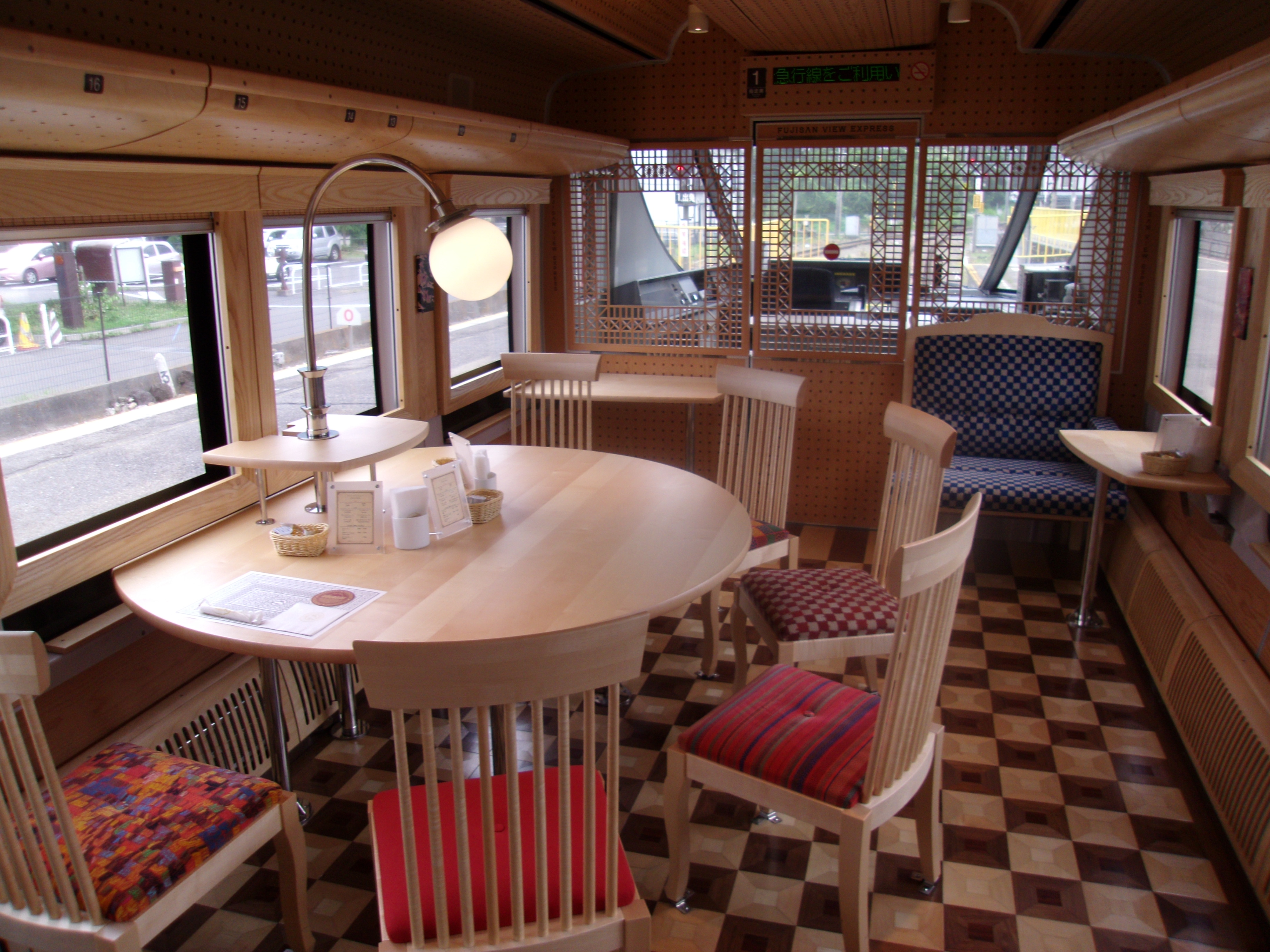
富士山ビュー特急1号車の車内

### 小田急グループ
- 箱根海賊船
  - クイーン芦ノ湖（2019年4月25日就航）

### その他

#### 建築物
東北
- 鰺ヶ沢相撲館（青森県鰺ヶ沢町）

関東

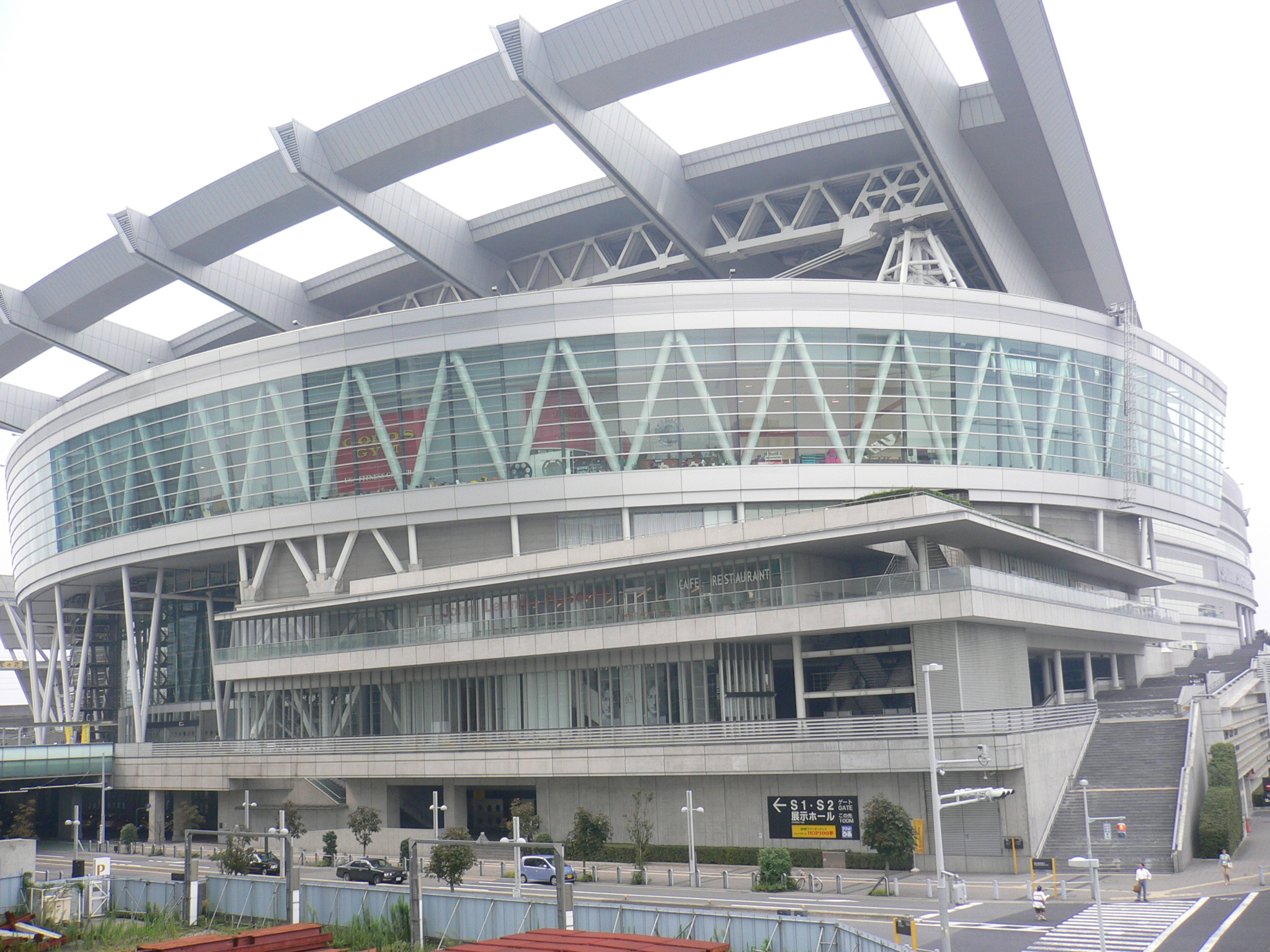
さいたまスーパーアリーナ

- さいたまスーパーアリーナ（さいたま市中央区）
- クイーンズスクエア横浜クイーンモール[リンク切れ]（横浜市西区）
- 水信フルーツパーラー[10]（横浜市中区）
- うまや（赤坂・外苑・有楽町・北千住）

中部・北陸
- 富山地方鉄道宇奈月温泉駅足湯「くろなぎ」（2016年）[11]
- 花屋 HANAYA（長野県小布施町のレストラン）

関西
- JR西日本大阪駅 大阪ステーションシティの広場

中国
- シティライトスタジアム
- 岡山県野球場
- JR西日本岡山駅東西自由通路
- 杜の街グレース

九州
- 北九州博覧祭2001
- 笠沙恵比寿（鹿児島県南さつま市笠沙町） - 2000年オープンの観光宿泊施設[12]。2020年2月閉館[13]、2022年に日清丸紅飼料に譲渡され水産用飼料の研究開発拠点となる予定[12]。
- 湯の鶴温泉「鶴の屋」（熊本県水俣市）
- 豊後森機関庫ミュージアム
- 肥薩おれんじ鉄道阿久根駅（2014年）
- 肥薩おれんじ鉄道水俣駅（2015年）
- 平成筑豊鉄道新豊津駅
- 平成筑豊鉄道令和コスタ行橋駅
- 川内港ターミナル（鹿児島県薩摩川内市）

#### 鉄道車両
- 井原鉄道IRT355形気動車「夢やすらぎ号」（2005年）
- くま川鉄道KT-100形・KT-200形気動車「KUMA」（2009年）
- 富山地方鉄道16010形電車「アルプスエキスプレス」（2011年）
- JR四国キハ54形気動車・トラ45000形貨車「しまんトロッコ」（2013年）[14]
- 肥薩おれんじ鉄道HSOR-100形気動車「おれんじ食堂」（2013年）
- 京都丹後鉄道KTR700形気動車「あかまつ」「あおまつ」（2013年）・「くろまつ」（2014年）
- しなの鉄道115系電車「ろくもん」(2014年）[15]
- くま川鉄道KT-500形気動車「田園シンフォニー」（2014年）
- 熊本市交通局0800形電車「COCORO」（2014年）
- 富山地方鉄道7000形電車「レトロ電車」（2014年）
- 京都丹後鉄道KTR8000形気動車「丹後の海」（2015年）
- 長良川鉄道ナガラ300形「ながら」（2016年）
- 長崎電気軌道300形電車「みなと」（2017年）
- 伊豆急行2100系電車「THE ROYAL EXPRESS」（2017年）
- 長良川鉄道ナガラ500形「ながら」（2018年）
- 若桜鉄道WT2500形気動車「昭和」（2018年）・「八頭」（2019年）「若桜」（2020年）

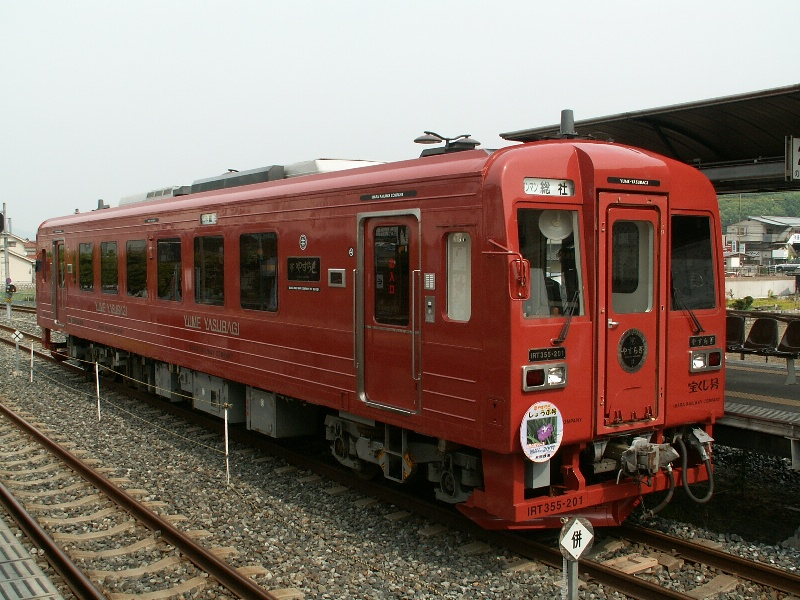
井原鉄道IRT355形200番台「夢やすらぎ号」
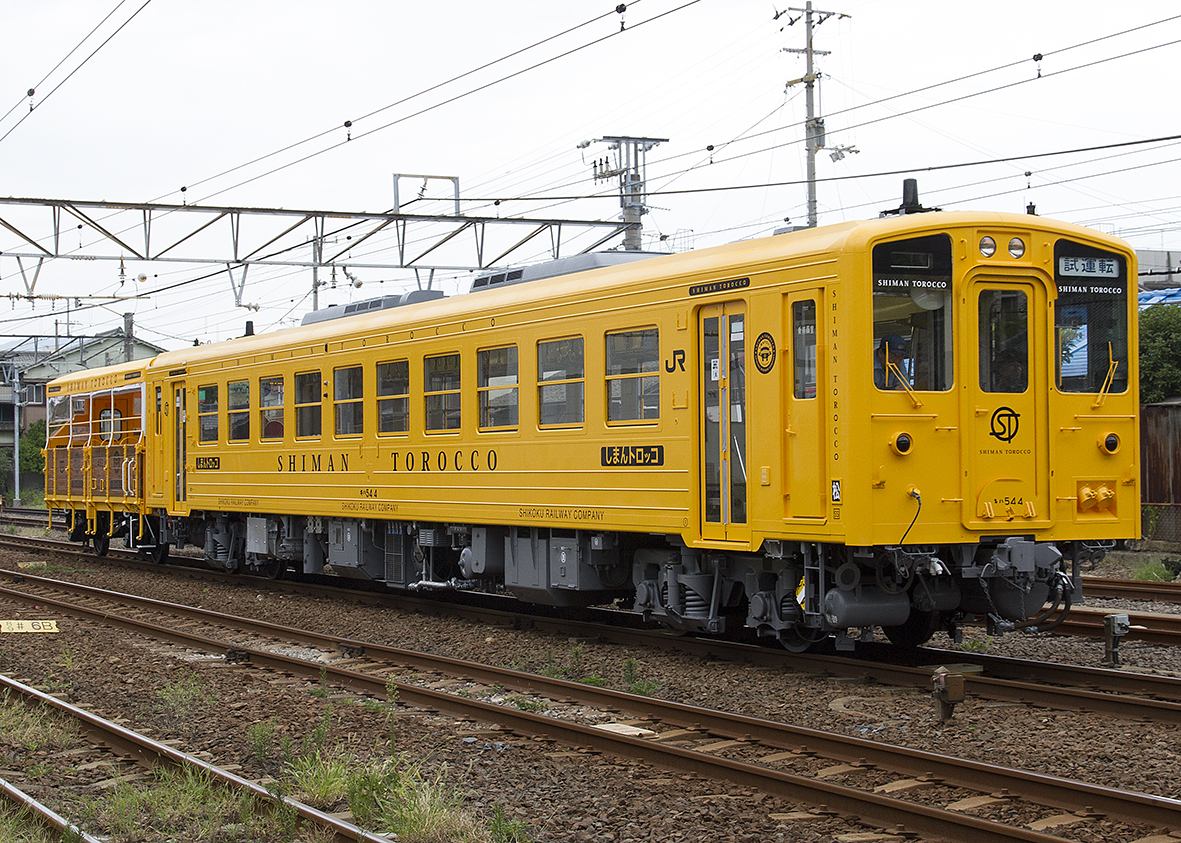
キハ54 4+コトラ152462「しまんトロッコ」
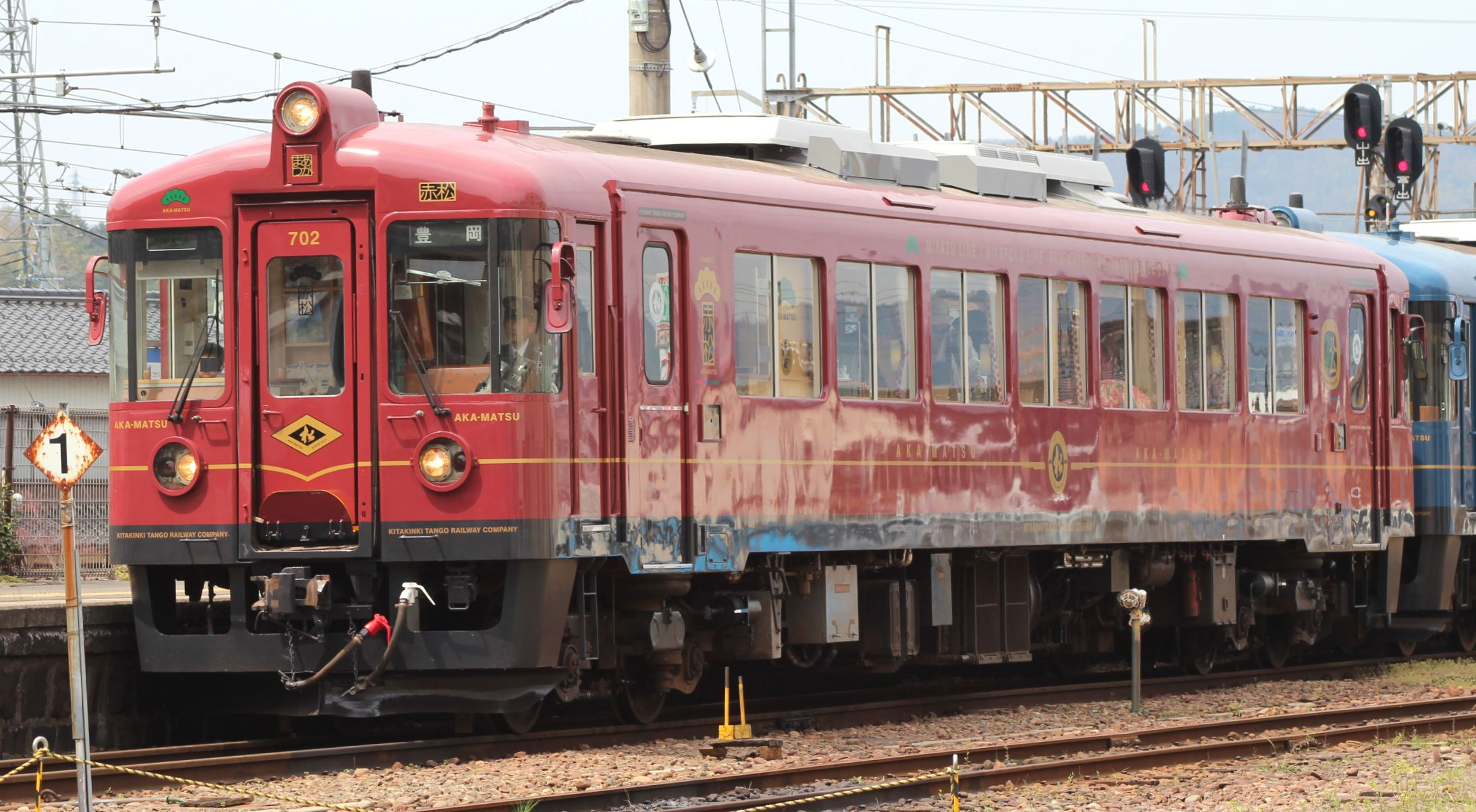
KTR700形気動車「あかまつ」
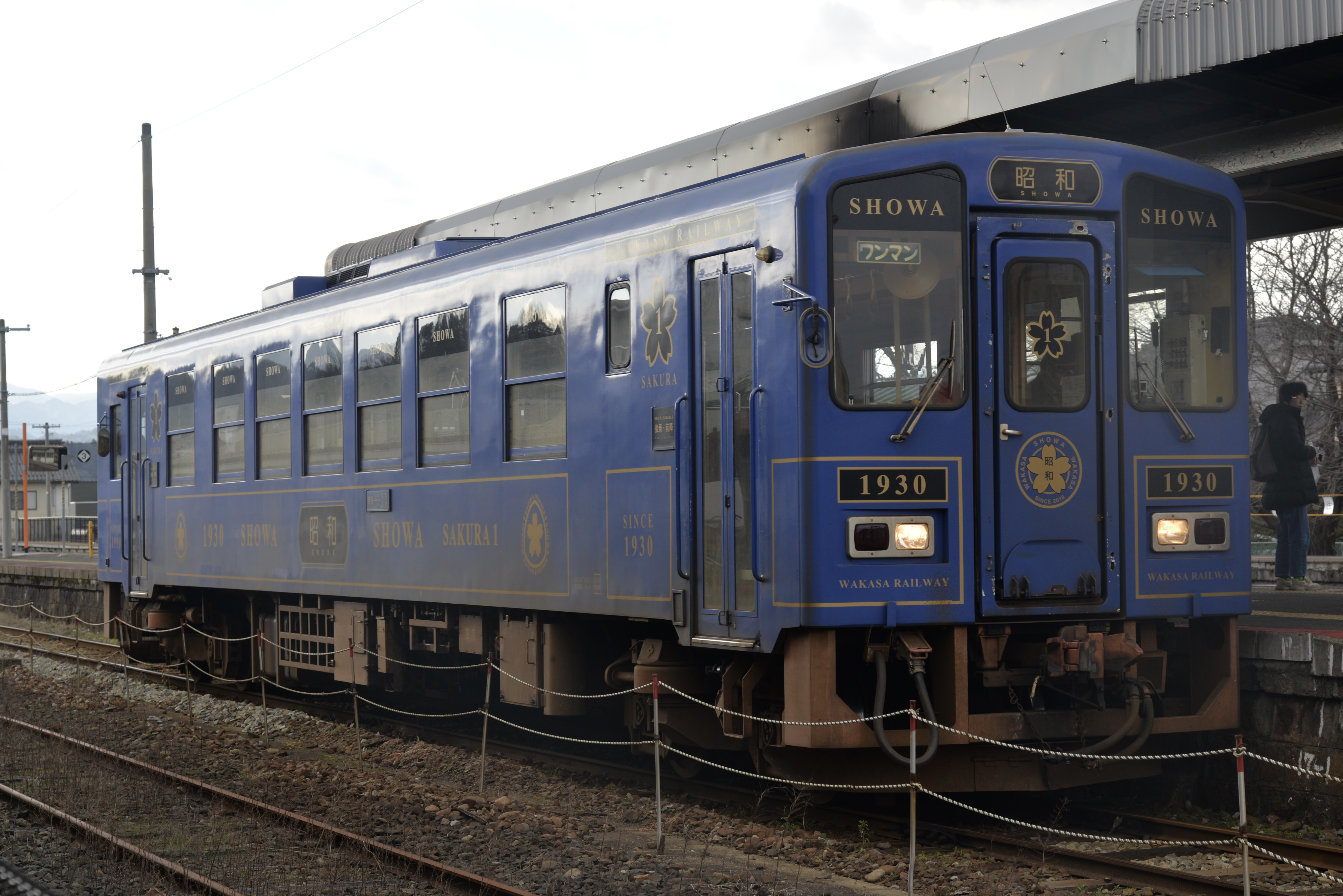
WT3000形「昭和」
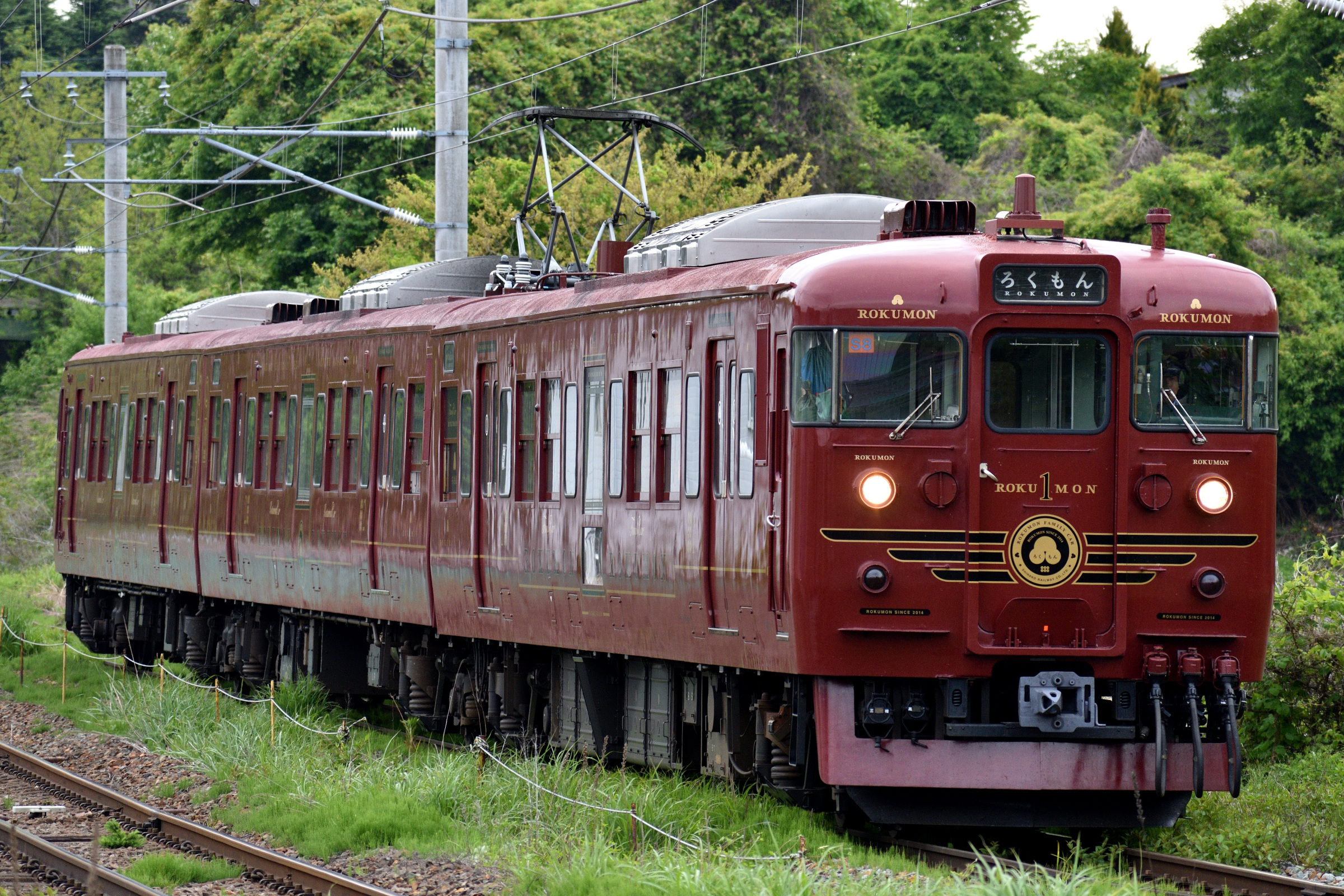
しなの鉄道115系「ろくもん」

#### バス
- IKEBUS（イケバス） 池袋周遊バス（2019年11月から運行）[16][17]
- ジェイアールバス関東「イエローバス」
- 長野県小布施町「おぶせロマン号」
- 岐阜バス「OMNIBUS[18]」
- 愛知県豊田市「とよたおいでんバス」、「中心市街地玄関口バス」
- 神姫バス「ゆいプリマ」（姫路、神戸、新大阪の計３台あり）
- 中国バス、井笠鉄道、両備バス「ももっちライナー」（路線廃止）
  - ただし中国バスはコンバートでエアポートリムジン (広島空港線) （福山 - 広島空港）
- 西日本鉄道　福岡シティループバス「ぐりーん」
- 産交バス「さるく人吉」
- 宮崎交通「にちなん号」
- 大分市 「大分きゃんバス」[19]

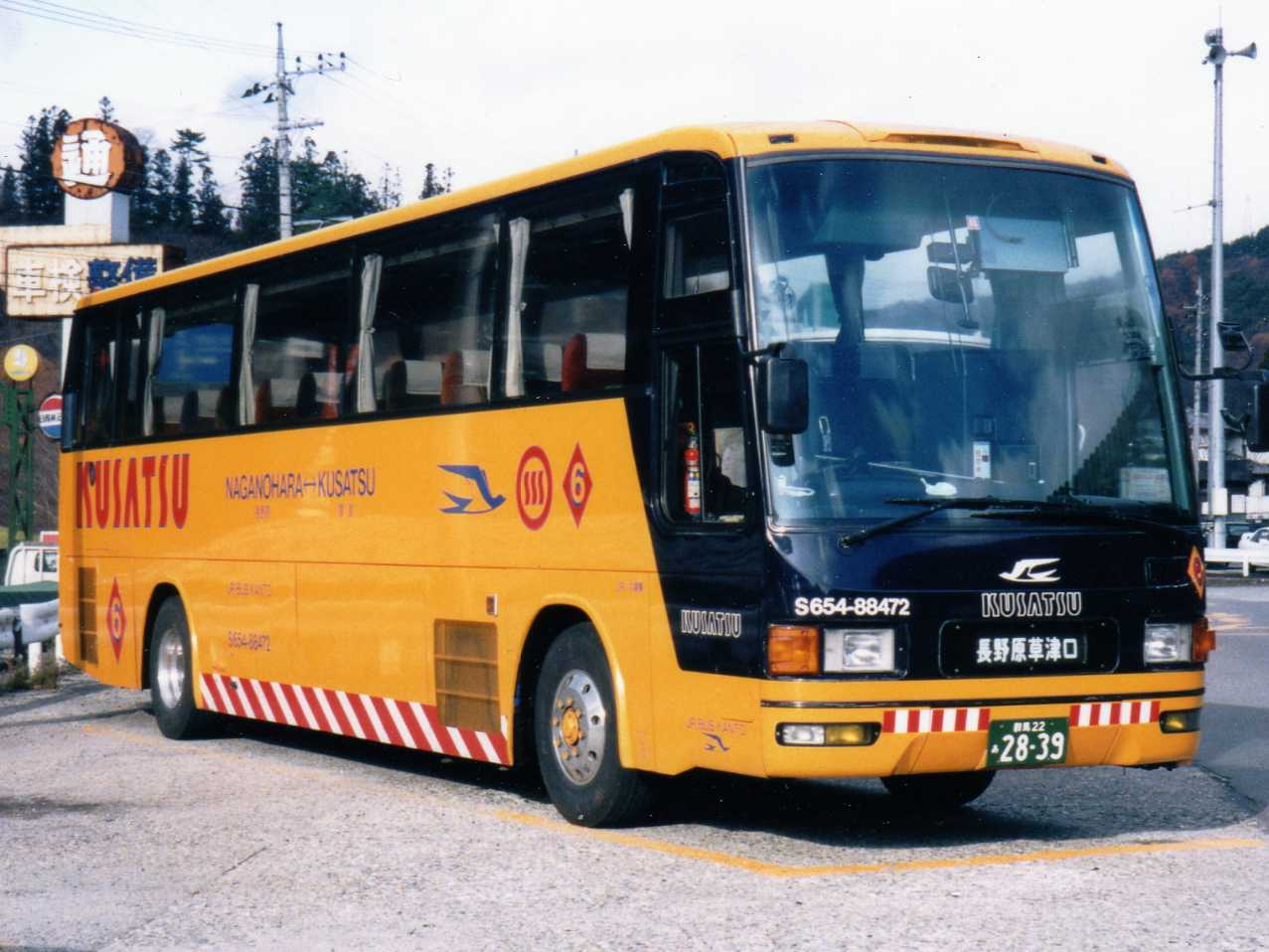
JRバス関東「イエローバス」
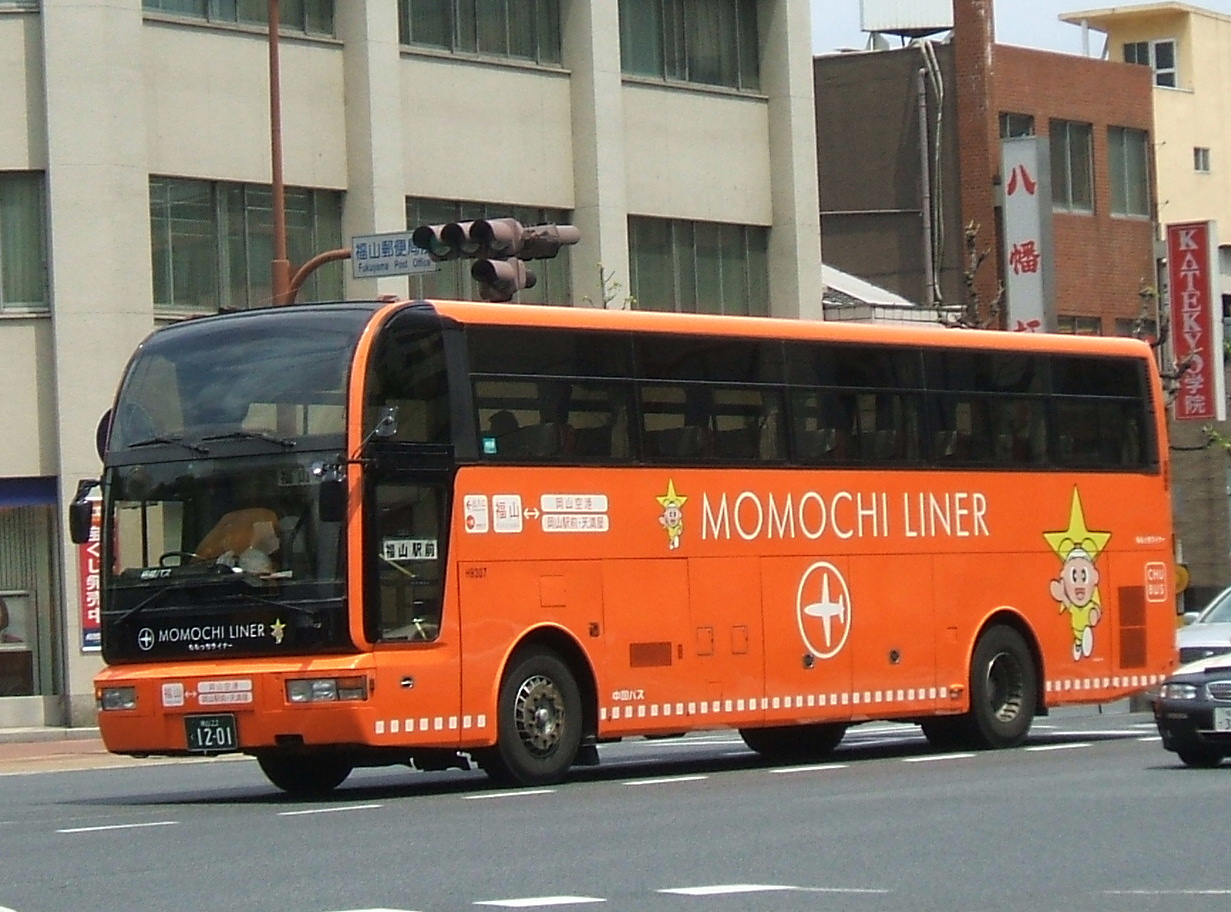
中国バス「ももっちライナー」

#### その他の乗り物
- 阿蘇山ロープウェー（九州産交ツーリズム）
- 天草宝島ライン（シークルーズ）
- 高速船 甑島（甑島商船・薩摩川内市所有）
- 下田ロープウェイ 搬器をロイヤルエクスプレス調に塗り替え
- 身延山ロープウェイ
- 海上自衛隊 はしだて(特務艇)

#### 地方公共団体
- 板橋区オフィシャルロゴ、区制施行80周年ロゴマーク（2012年）
- 板橋区役所本庁舎ギャラリーモール（2015年）

## 書籍

### 著書
- イラストレーションパースの展開（1980年8月1日、グラフィック社）ISBN 4-7661-0212-6
- エアブラシの展開　イラストレーションパース（1982年12月1日、グラフィック社）ISBN 4-7661-0268-1
- パーフェクトプレゼンテーション　オーバーレイフィルムの展開（1987年1月1日、グラフィック社）ISBN 4-7661-0435-8
- 別冊商店建築65 プレゼンタクティクス（1993年4月1日、商店建築社）ISBN 4-7858-0026-7
- ぼくは「つばめ」のデザイナー 九州新幹線800系誕生物語（2004年12月20日、講談社）ISBN 4-06-212532-3
  - ぼくは「つばめ」のデザイナー 九州新幹線800系 誕生物語（2014年6月16日、講談社 講談社青い鳥文庫）ISBN 9784062854283
- 旅するデザイン 鉄道でめぐる九州 水戸岡鋭治のデザイン画集（2007年6月10日、小学館）ISBN 9784096820124
- 九州列車の旅 デザイン満開（2008年9月1日、INAX出版）ISBN 9784872758450
- 水戸岡鋭治の「正しい」鉄道デザイン 私はなぜ九州新幹線に金箔を貼ったのか？（2009年8月21日、交通新聞社 交通新聞社新書）ISBN 9784330087092
- カラー版 電車のデザイン（2009年12月10日、中央公論新社 中公新書ラクレ）ISBN 9784121503367
- 電車をデザインする仕事 「ななつ星in九州」のデザイナー水戸岡鋭治の流儀（2013年11月26日、日本能率協会マネジメントセンター）ISBN 9784820718864
- あと1%だけ、やってみよう 私の仕事哲学（2013年11月26日、集英社）ISBN 9784797672565
- ななつ星in九州画集（2014年11月29日、河出書房新社）ISBN 9784309226163
- 鉄道デザインの心 世にないものをつくる闘い（2015年6月1日、日経BP社）ISBN 9784822275419
- 電車をデザインする仕事 ななつ星、九州新幹線はこうして生まれた！（2016年11月1日、新潮社 新潮文庫）ISBN 9784101206561
- 水戸岡鋭治 デザイン&イラスト図鑑（2023年4月18日、玄光社）ISBN 9784768316627

### 関連書籍
- 9才の少女がつくった絵本Howahowachan（絵・文:原琴乃、色のデザイン:水戸岡鋭治）（1988年12月20日、福武書店）
  1. まねする まねする ほわほわちゃん ISBN 4-8288-1334-9
  2. ほわほわちゃんの“ひとりじゃないよ” ISBN 4-8288-1335-7
  3. ほわほわちゃんのみどりはんかち ISBN 4-8288-1336-5
- 幸福な食堂車 九州新幹線のデザイナー水戸岡鋭治の「気」と「志」（著者:一志治夫）（2012年7月14日、プレジデント社）ISBN 9784833420143
- 幸福な食堂車 九州新幹線のデザイナー水戸岡鋭治の物語（著者:一志治夫）（2016年9月1日、小学館 小学館文庫）ISBN 9784094700091

### 雑誌
- 「人とまち、公共を育てる鉄道デザイン 水戸岡鋭冶の仕事」（『ランドスケープデザイン』No.77（2011年2月） マルモ出版）

## テレビ出演
- スーパーテレビ情報最前線「1992年夏　豪華列車の旅」（日本テレビ1992年夏）
787系電車開発の様子が紹介されている。
- 情熱大陸（毎日放送、2009年5月10日）
- BSデジタル号がゆく!〜ブルートレイン 九州一周の旅〜（NHK BSハイビジョン、2010年9月4日・9月5日）[20][21][22][23]
- プロフェッショナル 仕事の流儀 「列車は、走るビックリ箱」（NHK総合テレビジョン、2011年4月4日）[24]
当初は九州新幹線 (鹿児島ルート)全線開業に合わせ3月中旬に放送される予定であったが、東北地方太平洋沖地震（東日本大震災）により延期され、再休止前最後の回となった。番組MCを務めていた住吉美紀は既に退職した後になり、開業に合わせNHK福岡放送局が予定していた水戸岡参加のイベントも全て中止された。
- きん☆すた「見ると旅が2倍楽しい!九州の鉄道旅SP」（NHK九州沖縄ブロック、2011年4月15日）
2011年5月24日に「ろーかる直送便」で全国放送された。
- 水戸岡鋭治特集（鉄道チャンネル、2011年8月 - ）
- 友近・礼二の妄想トレイン（BS日テレ、2021年12月13日[25]）
- 日経スペシャル カンブリア宮殿 稀代のヒットメーカーに密着 鉄道から街へ広がる感動体験とは（テレビ東京、2022年10月13日）- ドーンデザイン研究所 代表として出演[26][27]。
- 新美の巨人たち 「旅を彩る列車デザインの美」（テレビ東京、2022年11月26日）[28]

## DVD
- 九州鉄道紀行 JR九州と水戸岡鋭治の世界（2011年4月7日、バンダイビジュアル BCXE286）
- プロフェッショナル 仕事の流儀 デザイナー 水戸岡鋭治の仕事 列車は、走るビックリ箱（2011年9月22日、NHKエンタープライズ NSDS16204）
- 誰も知らない ななつ星～密着500日「奇跡の旅」の物語（2014年8月29日、TCエンタテインメント TCBD382）